# Stena Hollandica (schip, 2010)
De Stena Hollandica is een veerboot op de route Hoek van Holland (Nederland) - Harwich (Engeland). Het schip kwam in 2010 in de vaart en is gebouwd door Wadan Yards in Wismar. Later dat jaar kwam het zusterschip Stena Britannica in de vaart. Beide schepen zijn speciaal voor de route over de Noordzee ontworpen. Bij de kiellegging werd het schip Stena Britannica gedoopt, maar tijdens de bouw werd door Stena Line besloten allereerst de oude veerboot met de naam Stena Hollandica (de huidige Stena Germanica) op de route te vervangen, waarna de naam tijdens de bouw werd gewijzigd in Stena Hollandica.
De Stena Hollandica heeft vier MAN dieselmotoren die 33.600 kW kunnen produceren waarmee het schip 22 knopen kan varen. Het schip heeft vier autodekken voor het vervoeren van auto's, vrachtwagens en losse trailers. 